# Муја (алигатор)
Муја је алигатор који се сматра најстаријим живим припадником своје врсте на свету. Припада врсти амерички алигатор (лат. Alligator mississippiensis). Становник је Београдског зоолошког врта, где је допутовао 12. септембра 1937. године, годину дана по оснивању врта. Данас је он једини преостао од животиња које су преживеле Други светски рат, током кога је Врт био готово потпуно разорен.

## Мујино порекло и прошлост
Амерички алигатор Муја је у Београдски зоолошки врт дошао 1937. године као већ одрасла животиња. Процењује се да је тада имао најмање 2–3 године. Био је, са још једним алигатором, део великог контингента животиња које су у Београд стигле из неког немачког зоолошког врта. У новинском чланку из августа 1937. помиње се "нов алигатор" одн. "први алигатор" који има "две године".
Података о Мујином потомству нема, иако је један период свог живота у Врту делио простор са женком, али је један од чувара, 60-их година 20. века, грешком пустио у базен врелу воду и она је угинула. Дуго времена није се знало да ли је тада преживела женка или мужјак.
Муја је један од станара Београдског зоолошког врта који је преживео Други светски рат, када је Врт током два бомбардовања (1941. и 1944. године), био готово потпуно разорен. Срећна околност била је и та што су амерички алигатори као врста изузетно толерантни на ниске температуре. То је Муји помогло да преживи у условима у којима је било изузетно тешко у Београду обезбедити животне услове за једног алигатора, а нарочито потребну температуру воде и ваздуха. Био је и сведок и бомбардовања 1999. године.

## Муја данас
Муја је у прилично доброј кондицији. Иако су припадници његове врсте мирнији, посебно када су старији, он је и даље активан, посебно кад му се донесе храна. Храни се једном недељно, када поједе по 5–6 килограма меса. Месо добија са костима, због зуба и калцијума који му је неопходан.
Преко лета је напољу у спољном базену, а зими је у затвореном простору. Посебно воли кад су топли дани да борави на сунцу. Воли да нађе најосунчаније место и у миру вари своју храну. Идеални услови су када је температура воде 28–31 °C. Тада му се убрзава метаболизам и онда добро једе. Када температура падне његов метаболизам спорије ради, па онда слабије и једе, што је нормално за рептиле.
Један од малобројних здравствених проблема које је Муја имао била је гасна гангрена предњег десног стопала, која му је дијагностикована 2012. године. Захваљујући пажњи хранитеља, који је приметио промене на Мујином предњем десном стопалу, хитно је алармирана ветеринарска служба и тим ортопеда Клиничког центра Србије и операција је заказана за 24 сата. Тим ортопеда и ветеринара имао је испред себе тежак задатак, јер је Муја тада већ дубоко загазио у осму деценију живота, и процењено је да би тотална анестезија могла бити фатална. Зато су се одлучили за локалну. Сваки минут чекања значио је да ће гангрена захватати све већу површину здравог ткива. Припреме за Мујину операцију трајале су 12 сати, а сама интервенција око три сата. Алигатору је сачуван сваки милиметар здравог ткива, како би он могао да се креће и након ампутације стопала. Операција је успела, а Муја се успешно опоравио.
Текст исписан на инф-табли испред Мујиног смештајног простора:
| „ | Муја је према релевантним подацима најстарији амерички алигатор на свету. У београдски зоолошки врт је стигао из Немачке већ годину дана након отварања Врта. Преживео је три велика бомбардовања Београда, Други светски рат и све недаће кроз које је Врт пролазио. Запослени у Врту веома поштују Мују, његов статус и године, па из тог разлога молимо посетиоце: 1. Немојте гађати Мују никаквим предметима или храном да бисте му привукли пажњу. 2. Не правите неконтролисану буку у близини његовог смештајног простора, то га неће натерати да се помери. | ” |

## Титула најстаријег алигатора на свету
Откако је 2007. године угинуо алигатор Чабулитис у Зоолошком врту у Риги у Летонији, у својој 75. години, београдски Муја постао је и званични рекордер у дужини живота ове врсте. То потврђују и информације из других зоолошких вртова и група за заштиту права животиња. Иначе, алигатори у заточеништву живе у просеку око 50 година. Зато изучаваоци рептила са одушевљењем прате сваки месец његовог живота, па се име алигатора из Београда помиње у бројним истраживачким радовима посвећеним овој врсти рептила. Најчешће се наводи да је скоро немогуће поставити горњу границу живота америчког алигатора, јер су дуго били угрожена врста, па чак и пред истребљењем. Већина чипованих животиња би страдала од метка ловокрадица или пасионираних ловаца, па не чуди интерес за алигатора светског рекордера у дуговечности. Његова дуговечност утицаће на то да буде постављена горња граница дужине живота ове врсте коју научници нису могли да утврде у природи.